# Wake Nibombe
Wake Nibombe (ur. 19 lutego 1974) – togijski piłkarz grający na pozycji bramkarza.

## Kariera klubowa
W swojej karierze Nibombe grał między innymi w ghańskim klubie Ashanti Gold.

## Kariera reprezentacyjna
W 1998 roku Nibombe był pierwszym bramkarzem reprezentacji Togo w Pucharze Narodów Afryki 1998. Zagrał na nim w 3 meczach: z Demokratyczną Republiką Konga (1:2), z Ghaną (2:1) i z Tunezją (1:3).
W 2000 roku Nibombe był w kadrze Togo na Puchar Narodów Afryki 2000, jednak był na nim rezerwowym i nie rozegrał żadnego spotkania.